# أسين
اسين ثوتومكال (بالماليالامية: അസിൻ തോട്ടുങ്കൽ)‏(ولدت في 26 تشرين الأول عام 1985) هي ممثلة هندية تظهر في الغالب في الأفلام التاميلية والتيلوجو ظهرت لأول مرة في عام 2001
أسين هي ممثلة هندية ومن أجمل وأكثر أفلامها نجاحا كان فلم غاجيني حيث كانت تمثل دور حبيبة أمير خان الذي لعب دور سانجاي سينغينيا وكانت بشخصية كالبانا وهذا الفيلم كان قد صدر في 2008 وكان من أكثر الأفلام نجاحا في ذلك العام.

## قائمة الأفلام
| السنة | الفيلم                           | الدور                        | اللغة          | ملاحظة                                      |        |
| ----- | -------------------------------- | ---------------------------- | -------------- | ------------------------------------------- | ------ |
| 2001  | Narendran Makan Jayakanthan Vaka | Swathi                       | لغة ماليالامية |                                             | [ 2 ]  |
| 2003  | Amma Nanna O Tamila Ammayi       | Mugaambigaambaal aka Chennai | لغة تيلوغوية   | جائزة فيلم فير لأفضل ممثلة - تيلوغو ‏        | [ 3 ]  |
| 2003  | Sivamani                         | Vasantha                     | Telugu         |                                             | [ 4 ]  |
| 2004  | M. Kumaran S/O Mahalakshmi       | Mythili aka Malabar          | Tamil          | Nominated—جائزة فيلم فير لأفضل ممثلة - تامل | [ 5 ]  |
| 2004  | Lakshmi Narasimha                | Rukhmini                     | Telugu         |                                             | [ 6 ]  |
| 2004  | Gharshana                        | Maya                         | Telugu         |                                             | [ 7 ]  |
| 2005  | Ullam Ketkumae                   | Priya                        | Tamil          |                                             | [ 8 ]  |
| 2005  | Chakram                          | Lakshmi                      | Telugu         |                                             | [ 9 ]  |
| 2005  | Ghajini                          | Kalpana                      | Tamil          | Filmfare Award for Best Actress - Tamil     | [ 10 ] |
| 2005  | Majaa                            | Seetha Lakshmi               | Tamil          |                                             | [ 11 ] |
| 2005  | Sivakasi                         | Hema                         | Tamil          |                                             | [ 12 ] |
| 2006  | Annavaram                        | Aishwarya                    | Telugu         |                                             | [ 13 ] |
| 2006  | Varalaru                         | Divya                        | Tamil          |                                             | [ 14 ] |
| 2007  | Aalwar                           | Priya                        | Tamil          |                                             | [ 15 ] |

## وصلات خارجية
- أسين على موقع IMDb (الإنجليزية)
- أسين على موقع ألو سيني (الفرنسية)
- أسين على موقع أول موفي (الإنجليزية)
- أسين على موقع إن إن دي بي (الإنجليزية)
- أسين على موقع قاعدة بيانات الفيلم (الإنجليزية)
- أسين على موقع كينوبويسك (الروسية)